# Портнов, Андрей Владимирович (политик)
Андре́й Влади́мирович Портно́в (укр. Андрій Володимирович Портнов; 27 октября 1973, Ворошиловград — 21 мая 2025, Посуэло-де-Аларкон, Мадрид, Испания) — украинский государственный и политический деятель, советник президента Украины Виктора Януковича в 2011—2014 годах, был заместителем главы администрации президента и занимался вопросами судоустройства, до этого, с 2005 года по 2010 год, был главным юристом команды Юлии Тимошенко.
Член Совета Национального банка Украины в 2010—2014 годах.

## Ранние годы
Родился 27 октября 1973 года в Луганске (тогда — Ворошиловград). В 1990 году окончил там среднюю школу № 50. В 1991—1992 годах проходил срочную военную службу в Вооружённых силах СССР и Украины.
В 1993—1994 годах Портнов работал юрисконсультом ООО «Юрлит Лтд» в Луганске, одновременно учась на заочном отделении юридического факультета Восточноукраинского государственного университета. Затем неполные два года был юристом АП «Луганская нефтебаза». В 1996 году возглавлял в Луганске юридическую фирму «Укринформправо». В 1999 году окончил университет.

## В комиссии по ценным бумагам
В январе 1997 года Андрей Портнов начал работать в Киеве в Государственной комиссии по ценным бумагам и фондовому рынку. Сначала занимал должность главного специалиста отдела методологии и стандартизации учёта и отчётности управления корпоративных финансов. Через несколько месяцев был назначен заместителем начальника контрольно-правового управления, начальником отдела правоприменения.
С сентября 1997 по декабрь 2001 года занимал в комиссии должности: помощника председателя, начальника управления корпоративных финансов; помощника председателя, руководителя группы помощников и советников председателя; начальника управления корпоративных финансов.
С января 2002 по май 2003 года был директором юридической фирмы «Портнов и партнёры», специализировавшейся на услугах в сфере инвестиционного бизнеса, корпоративного управления, приватизации и рынка ценных бумаг. В июне 2003 года вернулся в Государственную комиссию и до июля 2004 года работал первым заместителем исполнительного секретаря (руководителя центрального аппарата). С июля 2004 по июль 2005 года — член комиссии.
В 2004 году указом президента Украины Андрею Портнову было присвоено звание Заслуженный юрист Украины.

## В парламенте
В июле 2005 года вернулся к адвокатской деятельности, которой занимался до апреля 2006 года. После коррупционного скандала на Украине в сентябре 2005 года представлял в суде интересы госсекретаря Александра Зинченко, который обвинил главу Совета национальной безопасности и обороны Петра Порошенко и его окружение в коррупции. Судебное разбирательство закончилось в пользу Порошенко.
Перед парламентскими выборами 2006 года Портнов попал в список Блока Юлии Тимошенко и во время выборов возглавлял юридический отдел фракционного штаба, был избран народным депутатом Верховной рады Украины V созыва.
На досрочных парламентских выборах в 2007 году повторно прошёл в парламент по списку БЮТ, став депутатом Верховной рады Украины VI созыва. Вошёл в состав парламентского комитета по вопросам правосудия. В 2008 году избран заместителем главы фракции БЮТ.
В парламенте существовала неформальная «группа Портнова», в которую, кроме Портнова, входили Святослав Олейник, Валерий Писаренко и Владимир Пилипенко. В августе—сентябре 2008 года Андрей Портнов по поручению Юлии Тимошенко работал над совместными с Партией регионов законопроектами, которые ослабляли власть президента Ющенко. В 2008 году совместно с юридической командой не допустил проведения досрочных парламентских выборов. Занимался сопровождением газовых контрактов в Москве в 2009 году.
30 мая 2009 года, по квоте юридических вузов, решением III Всеукраинского съезда представителей высших учебных заведений и научных учреждений избран на шестилетний срок членом Высшего совета юстиции Украины.

## В администрации президента Януковича
После поражения Юлии Тимошенко на президентских выборах в 2010 году защищал её интересы в Высшем административном суде. Позднее заявлял, что считал обращение в суд нецелесообразным и занялся делом под давлением Тимошенко. После президентской кампании прекратил юридическое обслуживание БЮТ и подал в отставку с должности заместителя руководителя фракции БЮТ. Парламентская группа Портнова перешла на сторону Партии регионов.
2 апреля 2010 года принял предложение президента Виктора Януковича занять должность заместителя главы Администрации президента Украины и руководителя Главного управления по вопросам судебной реформы и судоустройства. В БЮТ переход Портнова в администрацию Януковича сочли изменой. Янукович ввёл Портнова в совет Национального банка Украины, а также в наблюдательные советы ОАО «Государственный ощадный банк Украины» и ОАО «Государственный экспортно-импортный банк Украины».
В апреле 2011 года в результате административной реформы Андрей Портнов был переведён на должность советника президента и руководителя Главного управления по вопросам судоустройства Администрации президента. В 2011 году он возглавил группу по разработке проекта нового Уголовный процессуальный кодекс Украины, который был принят парламентом в апреле 2012 года и вступил в силу в ноябре 2012 года.
В ходе Евромайдана был членом рабочей группы по урегулированию политического кризиса вместе с президентом Виктором Януковичем и министром юстиции Еленой Лукаш. Является одним из авторов «законов 16 января». Сам Портнов отрицал участие в их создании, но относился к ним позитивно.
24 января 2014 года президент Янукович уволил Портнова с должности своего советника и назначил его первым заместителем главы Администрации президента Украины. 26 февраля и. о. президента Украины Александр Турчинов освободил Андрея Портнова от должности первого заместителя главы администрации.

## Эмиграция
22 февраля 2014 года покинул территорию Украины. 28 февраля Генеральная прокуратура Украины потребовала от МВД и СБУ в течение 10 дней задержать Андрея Портнова.
6 марта 2014 года Евросоюз и Канада объявили, что Портнов числится в списках высокопоставленных украинских чиновников, против которых вводятся финансовые санкции.
25 мая 2014 года ФМС России предоставила Андрею Портнову разрешение на временное проживание сроком на 3 года.
15 августа Печерский районный суд Киева частично удовлетворил иск Портнова к Генпрокуратуре Украины о защите чести, достоинства и деловой репутации, постановив признать недостоверной информацию о его якобы причастности к массовым убийствам активистов на Евромайдане во время зимних событий 2014 года.
9 октября суд признал недостоверной информацию о якобы причастности Портнова к участию в разворовывании земли и объектов недвижимости в Межигорье и легализации средств, обнародованную руководством Генеральной прокуратуры Украины в его адрес на пресс-конференции 20 мая и обязал Генеральную прокуратуру Украины в 10-дневный срок эту информацию публично опровергнуть.
В конце декабря 2014 года проживавший на этот момент в Москве Портнов заявил о планах вернуться в Украину в 2015 году в связи с отсутствием против него юридических обвинений. Осенью Евросоюз получил письменное сообщение об отсутствии у правоохранительных органов Украины процессуальных действий против братьев Клюевых и Андрея Портнова по обвинению в растрате. Санкции ЕС против Андрея Портнова были отменены 5 марта 2015 года. В октябре 2015 года суд ЕС принял решение по делу «Портнов против Совета ЕС», признав, что наложение санкций только по признаку сотрудничества с прежним режимом было недопустимо.
В ходе процесса о государственной измене Виктора Януковича спецслужбы Украины предоставили записи телефонных разговоров помощника российского президента Сергея Глазьева, согласно которым Портнов в ходе аннексии Крыма Россией участвовал в разработке заявления Верховного Совета АРК.
В годы эмиграции пользовался поддержкой украинского сайта Страна.ua, который в одной из публикаций назвал политика и чиновника «правозащитником». С главным редактором сайта Игорем Гужвой Портнова связывали дружеские отношения. Впоследствии о «правозащитнике» Портнове после его возвращения в 2019 году рассказывали только на телеканале 1+1, принадлежащем Игорю Коломойскому.
В это время продолжал оказывать юридические консультации предпринимателю Игорю Коломойскому, сотрудничество с которым началось в 1999 году. Также оказывал юридическую поддержку Вячеславу Химикусу, обвинявшему экс-нардепа Сергея Пашинского в причинении тяжёлого телесного вреда.
С августа по октябрь 2018 года являлся владельцем корпоративных прав на информационный телеканал NewsOne, который в итоге перешли к бизнес-партнёру и политическому соратнику Виктора Медведчука Тарасу Козаку.

## Возвращение
В ходе президентских выборов 2019 года выступал в поддержку Владимира Зеленского в противовес действующему президенту Петру Порошенко, после выхода обоих во второй тур пообещал вернуться в страну. Команда кандидата и причастные к нему лица отвергали какую-либо связь с Портновым и другими представителями власти времён Януковича (вроде Елены Лукаш), также начавшими поддерживать Зеленского.
19 мая 2019 года вернулся на Украину, о чём стало известно благодаря Елене Лукаш. После этого начал массовую подачу заявлений в Государственное бюро расследований в отношении бывшего президента Петра Порошенко: обвинение в «преступных действиях» во время конфликта в Керченском проливе, «экономических преступлениях», незаконной покупке телеканала «Прямой», «захвате власти» при избрании нового правительства в 2016 году. Данная деятельность пользовалась одобрением бизнес-партнёра президента Владимира Зеленского Игоря Коломойского, также имевшего конфликт с Порошенко в годы президентства последнего. В то же время вызывался на допрос по делам об убийствах в ходе Евромайдана в качестве свидетеля.
Параллельно занимался лоббированием закрытия уголовных дел против пророссийского видеоблогера Анатолия Шария и главреда «Страны.ua» Игоря Гужвы. Также открыто конфликтовал с генпрокурором Русланом Рябошапкой.
19 июня стало известно о трудоустройстве Портнова на кафедру конституционного права юридического факультета Киевского национального университета имени Тараса Шевченко по срочному трудовому договору на срок с 1 сентября 2019 по 30 июня 2020 года до проведения конкурса на должность профессора кафедры. Студенты учебного заведения анонсировали протесты против подобного решения, на следующий день ректор учебного заведения сообщил об отмене решения о найме Портнова.
С 21 июня 2019 года — ведущий программы «Преступление и наказание» на NewsOne, соведущий — продюсер телеканала Василий Голованов; также участвовал в программе «Эпицентр».
3 ноября 2019 года на телеканале 112 Украина стартовала программа Портнова «ПортNOW». Руководство телеканала отказывалось раскрывать характер сотрудничества.
31 января 2020 года Печерский суд постановил, что Портнов последние 5 лет проживал на территории Украины. Обоснованием этого стало его трудоустройство в апреле 2014 года в адвокатском объединении «Корпоративные технологии», оформившем ему служебную командировку за пределы Украины сроком на 60 дней и неоднократно продлевавшем её все пять лет. Печерский суд учёл выводы Верховного Суда о том, что срок служебной командировки входит в срок непрерывного проживания на территории Украины, и удовлетворил требование Портнова, который теперь получил возможность принимать участие в управлении государственными делами (вроде выдвижения в народные депутаты).
Сначала в феврале, а затем в июне 2020 года Портнов выиграл в суде иски против Петра Порошенко, его партии и телеканала «Прямой». Согласно решению суда, Порошенко должен публично опровергнуть всю распространявшуюся им ложь о причастности Портнова к передаче в Россию материалов уголовных дел, где фигурантом является экс-президент, а также возместить Портнову расходы по судебному процессу.
В марте 2022 года программа «Схемы: коррупция в деталях» опубликовала расследование, согласно которому Андрей Портнов через аффилированных лиц может владеть элитной недвижимостью в Москве совместно с друзьями российского министра иностранных дел Сергея Лаврова.
В июле 2022 года «Схемы» со ссылкой на три источника сообщили об отъезде Портнова из Украины во время действия ограничений для выезда мужчинам призывного возраста из-за вторжения России.
В начале апреля 2024 года переписал дом в элитном посёлке Козин[прояснить] под Киевом общей площадью более 1000 квадратных метров и земельный участок в 0,65 гектара в закрытом коттеджном поселении на берегу Днепра равными частями на четверых своих несовершеннолетних детей. С 2016 года это имение было записано на оффшорную компанию с Виргинских островов, будучи вместе с землёй оценено в 2,5 млн евро. В 2020 году компания продала эту недвижимость Портнову. Хотя семья Портнова и пользовалась недвижимостью с даты покупки, сделку полностью закрыли только в апреле 2024 года, и на следующий день произошло переоформление на детей Портнова. По мнению юриста ОО «Центра противодействия коррупции» Татьяны Шевчук, перепись имущества на ближайших родственников может свидетельствовать о возможном желании скрыть недвижимость или избежать её ареста в случае наложения санкций или открытия уголовного производства, а также создать дополнительные транзакции, чтобы труднее было доказать незаконность происхождения имущества.

### Конфликт с журналистами Радио «Свобода»
31 октября 2019 года Портнов обнародовал персональные данные члена съёмочной группы программы «Схемы: коррупция в деталях» украинской редакции Радио «Свобода», а также данные, свидетельствующие о слежке за этим человеком. Редакция посчитала эту публикацию прямым давлением на команду «Схем», готовившей расследование о влияния Андрея Портнова и его связях с новой украинской властью, а также нарушением ряда статей закона о защите персональных данных и Уголовного кодекса. Позже Портнов опубликовал персональные данные ещё четырёх человек, связанных с программой. Сам бывший чиновник впоследствии обвинил журналистов в незаконной слежке за собой, а также апеллировал к своему статусу журналиста 112 канала, чьё руководство выдало ему редакционное задание «информировать общество о противоправных действиях людей, которые занимаются незаконной оперативно-розыскной деятельностью».
14 ноября в офисе президента состоялось первое заседание Совета по вопросам свободы слова и защиты журналистов, где заслушали полицию и МВД относительно дел по заявлениям журналистов и Портнова. Расследованием обоих дел занималось следственное управление Нацполиции.
19 ноября стало известно о визите Портнова в офис президента, где он посетовал замглаве ОП Кириллу Тимошенко на «угрозу свободе слова и препятствие его адвокатской и журналистской деятельности» со стороны журналистов Радио Свобода. В заявлении офиса гость был назван «адвокатом и журналистом», также было обещано принять к сведению его аргументы.
20 ноября Совет по защите свободы слова и прав журналистов при президенте осудил давление Портнова на программу расследований «Схемы» и призвал его не использовать журналистское удостоверение, потому что он «прежде всего является политиком и профессиональным юристом». Решение было рассмотрено в электронном режиме и было поддержано 9 из 15 членов совета, его не поддержали представители телеканалов холдинга «Новости» (Наталья Влащенко с ZIK и Людмила Писанко из 112 Украина), несколько человек были за границей и не принимали участия в голосовании. Сам Портнов пообещал «принять к сведению» это решение, продолжив угрожать публиковать данные персональные данные сотрудников Радио Свобода, если заметит их в радиусе 10 км.

## Уголовное дело
15 января 2015 года МВД Украины объявило Андрея Портнова в розыск по уголовному делу, на основе ст. 191 ч. 3 Уголовного кодекса (присвоение имущества путём злоупотребления служебным положением). По версии прокуратуры Киева, в июне 2010 года Портнов с помощью служебного положения незаконно возглавил кафедру конституционного права Киевского национального университета имени Тараса Шевченко, а также завладел средствами университета в виде заработной платы. Кроме того, с целью незаконного влияния на судебную систему Украины уже как представитель высшего учебного заведения Портнов стал членом Высшего совета юстиции. Он же все эти обвинения отверг, посчитав их проявлением политических преследований. 28 мая 2015 года соответствующее уголовное расследование начала Генпрокуратура Украины. 12 ноября 2015 года Печерский районный суд Киева прекратил розыск Портнова в связи с установлением его местонахождения.
8 января 2016 года канцелярия Суда в Люксембурге сообщила, что Совет Евросоюза в установленные сроки не подал апелляционную жалобу и решение Суда ЕС от 26 октября 2015 года, признавшего противоправными все решения Совета ЕС о введении международных санкций в отношении Андрея Портнова вступило в законную силу. Суд Евросоюза в Люксембурге, после анализа обвинений в адрес Портнова украинских властей, позиции посла ЕС на Украине и актов Совета ЕС, признал противоречащими европейским стандартам решения Совета ЕС, полностью отменил санкции и обязал Евросоюз выплатить Портнову понесённые за этот период расходы и издержки.
12 апреля 2016 года Европейский Союз исполнил решение Суда ЕС по делу Portnov VS EU Council, которым были признаны противоправными действиями Совета Евросоюза о введении международных санкций в отношении Портнова. 20 декабря 2018 года федеральный суд Канады отказался снимать санкции с бывшего чиновника и выплатить ему денежную компенсацию.
В ноябре 2019 года журналистский проект «Слідство.Інфо» сообщил о том, что начиная с 2017 года Андрей Портнов через социальные сети и мессенджеры занимался угрозами прокурорам, которые работали над уголовными делами с его участием. Весной 2019 года ГБР открыло уголовное производство по факту угроз одному из прокуроров, в то же время открыв расследование и в отношении самого прокурора по инициативе адвоката Портнова. Впоследствии ГПУ решила забрать расследование угроз от ГБР и передала Службе безопасности.

## Убийство
21 мая 2025 года около 9:15 утра по местному времени Андрей Портнов был застрелен в Испании у ворот Американской школы в Посуэло-де-Аларкон, элитном пригороде Мадрида. По данным полиции, в него было произведено пять выстрелов: четыре в грудь и один в голову. Нападение произошло, когда он находился за рулём автомобиля Mercedes и высаживал своих детей перед школой.
Тело Андрея Портнова будет доставлено в Украину. Похороны пройдут в Киеве на Зверинецком кладбище.

## Научная деятельность
В 2001 году в Киевском национальном экономическом университете имени Вадима Гетьмана защитил диссертацию по теме «Деятельность иностранных инвесторов на фондовом рынке Украины (мотивация и регулирование)», получив научную степень кандидата экономических наук. В сентябре 2009 года защитил диссертацию на соискание учёной степени доктора юридических наук по теме «Становление и развитие конституционного судопроизводства в Украине: проблемы теории и практики». С октября 2009 года — доктор юридических наук.
С ноября 2009 года — профессор кафедры конституционного и административного права юридического факультета Киевского национального университета имени Т. Г. Шевченко. Член специализированного учёного совета Киевского национального экономического университета имени Вадима Гетьмана. Являлся автором двух научных монографий и более 30 научных работ по проблемам правового регулирования конституционного судопроизводства и теории конституционного процесса.

## Семья
Был женат. Есть сын Игорь 1993 года рождения, и дочь Лилия 1994 года рождения.
До осени 2016 года родная сестра Портнова работала в Печерском суде.